# 1885 en musique classique
| \| • Retour à la chronologie générale de la musique classique • \| |
| Grèce • Rome • Haut Moyen Âge • VIIIe siècle • IXe siècle • Xe siècle • XIe siècle XIIe siècle • XIIIe siècle • XIVe siècle • XVe siècle • XVIe siècle • XVIIe siècle XVIIIe siècle • XIXe siècle • XXe siècle • XXIe siècle |
| • Retour à la chronologie générale de la musique classique • |

| Années en musique classique : 1882 - 1883 - 1884 - 1885 - 1886 - 1887 - 1888    |
| Décennies en musique classique : 1850 - 1860 - 1870 - 1880 - 1890 - 1900 - 1910 |

## Événements
- 24 janvier : Prélude, Choral et Fugue, pour piano de César Franck, créé à la Société nationale de musique par Marie Poitevin.
- 11 mars : Le Chevalier Jean, opéra-comique de Victorin de Joncières, créé à l'Opéra-Comique.
- 15 mars : Les Djinns, poème symphonique de César Franck, créé par Louis Diémer au piano lors d'un concert à la Société nationale de musique.
- 22 avril : la Symphonie no 7 d'Antonín Dvořák, créée à Londres.
- 30 avril : la Petite Symphonie pour instruments à vent de Charles Gounod, créée  à la salle Pleyel.
- 2 mai : création au Musikverein de Vienne du Te Deum d'Anton Bruckner sous la direction du compositeur.
- 26 août : création de Mors et vita, oratorio de Charles Gounod, au Festival triennal de musique de Birmingham, sous la direction de Hans Richter.
- 27 septembre : inauguration de l'Opéra national de Budapest.
- 24 octobre : Der Zigeunerbaron, opérette de Johann Strauss fils, créée au Theater an der Wien à Vienne.
- 25 octobre : la Symphonie no 4 en mi mineur, Op. 98 de Johannes Brahms, créée à Meiningen sous la direction du compositeur.
- 23 novembre : Stenka Razine, poème symphonique d'Alexandre Glazounov, créé à Saint-Pétersbourg.
- 30 novembre : Le Cid, opéra de Jules Massenet, créé à l'Opéra de Paris.
- 12 décembre : La Béarnaise, opéra-comique d'André Messager, créé aux Bouffes-Parisiens.

Date indéterminée
- la Symphonie no 3 de Sergueï Taneïev (écrite en 1884) est créée à Moscou sous la direction du compositeur.
- Opéra privé du mécène Savva Mamontov à Moscou.

## Naissances

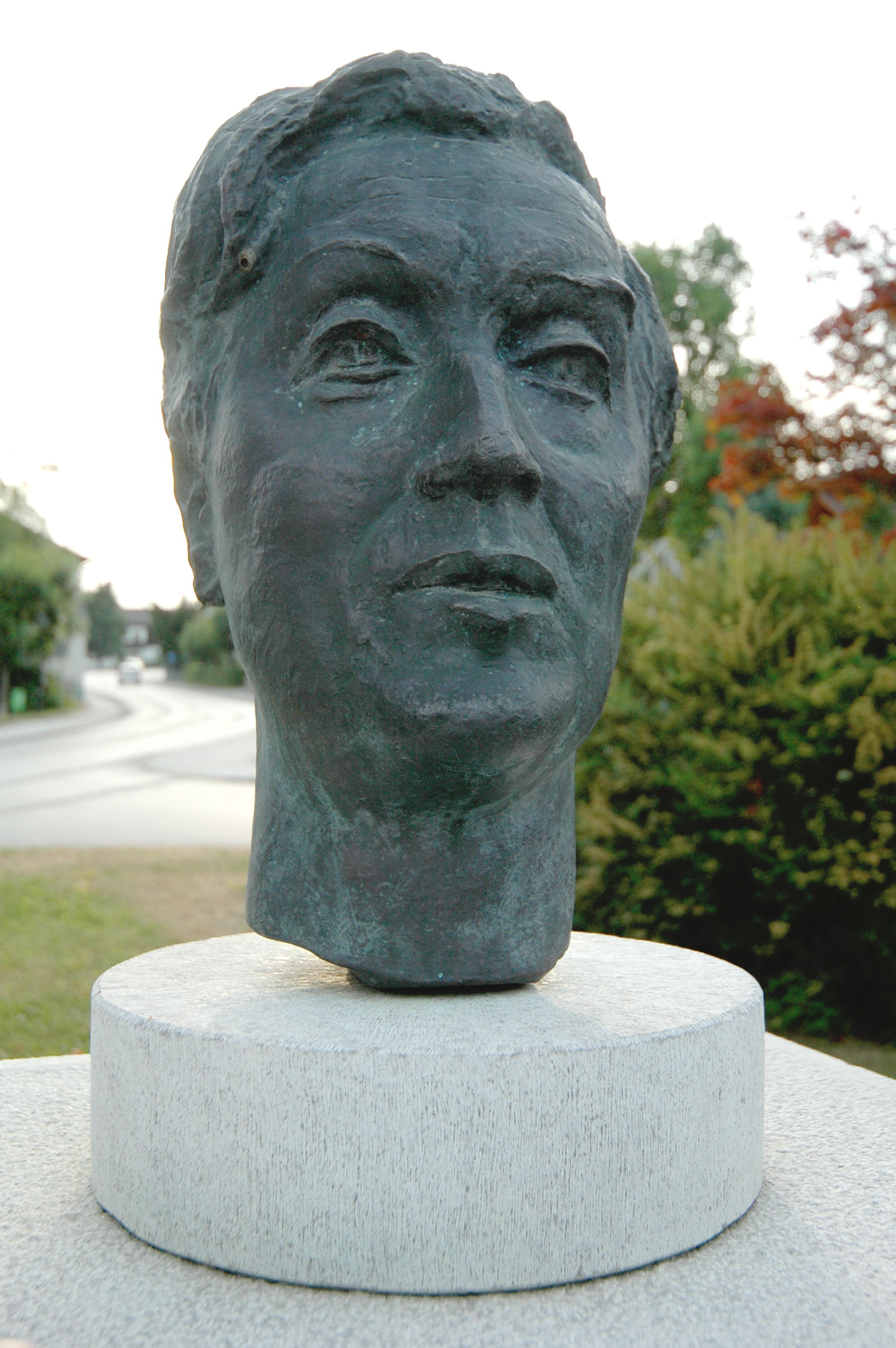
Alban Berg

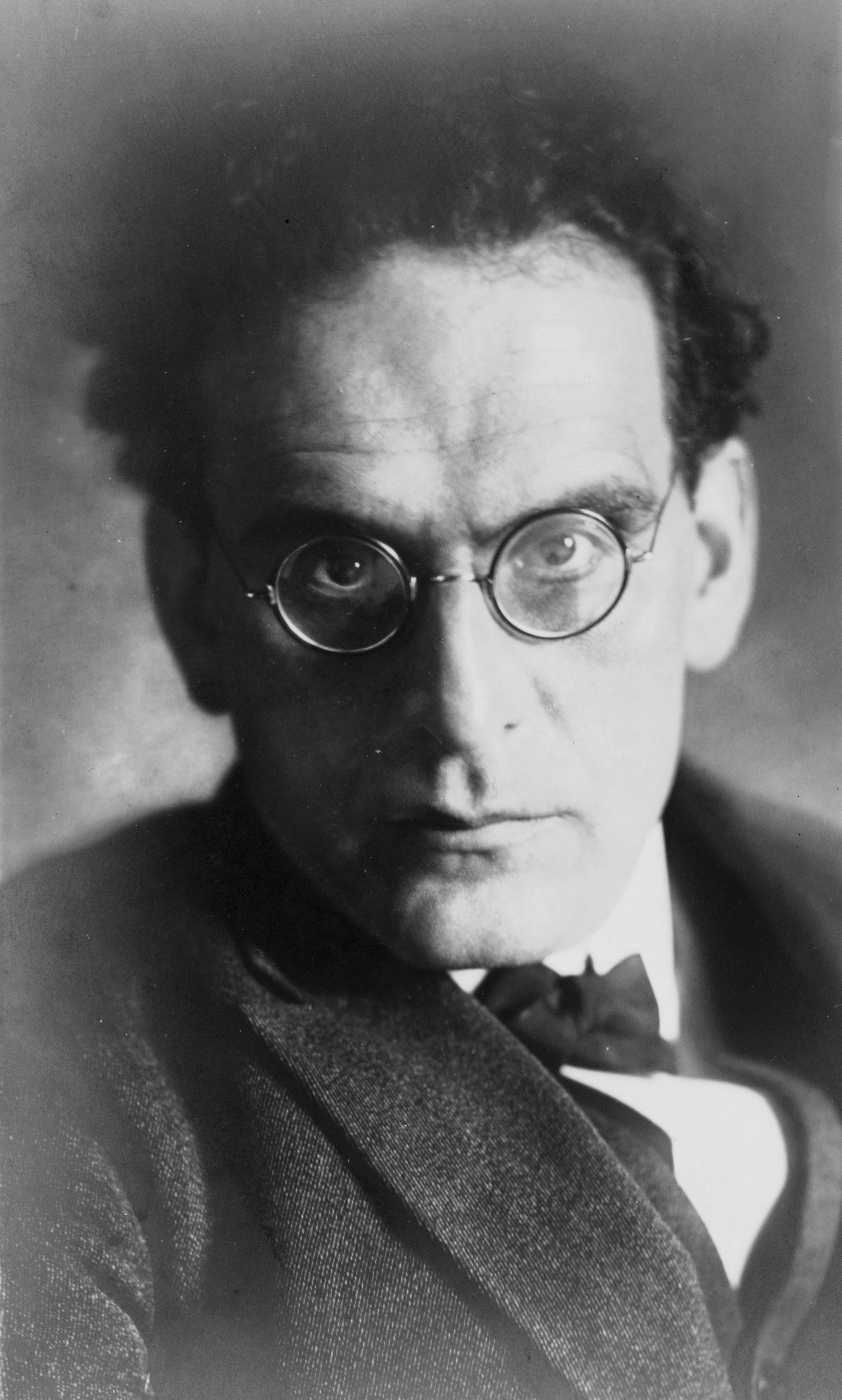
Otto Klemperer

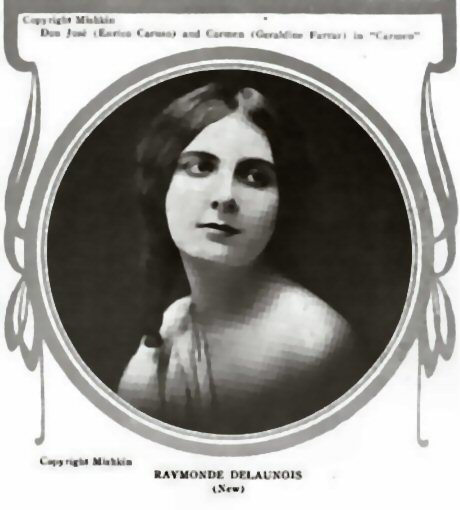
Raymonde Delaunois

- 13 janvier : Roger Boucher, organiste et compositeur français († 20 octobre 1914).
- 13 janvier : Lynnwood Farnam, organiste et pédagogue canadien († 23 novembre 1930).
- 25 janvier : Eduard Künneke, compositeur allemand d'opéras, d'opérettes († 27 octobre 1953).
- 9 février : Alban Berg, compositeur autrichien († 24 décembre 1935).
- 19 février : Léon Manière, chef d'orchestre et compositeur français († 22 mai 1954).
- 6 mars : Yvonne Gall, cantatrice française soprano († 22 août 1972).
- 10 mars : Jēkabs Mediņš, compositeur, pédagogue et chef d'orchestre letton († 27 novembre 1971).
- 22 mars : Adriano Lualdi, compositeur et chef d'orchestre italien († 8 janvier 1971).
- 28 mars : Marc Delmas, compositeur français († 30 novembre 1931).
- 2 avril : Walter Bromme, compositeur allemand († 30 mars 1943).
- 5 avril : Dimitrie Cuclin, compositeur roumain († 7 février 1978).
- 16 avril : Leó Weiner, compositeur et pédagogue hongrois († 13 septembre 1960).
- 18 avril : Émile Colonne, baryton français de la troupe du théâtre de la Monnaie de Bruxelles († 13 mai 1970).
- 29 avril : Wallingford Riegger, compositeur américain († 2 avril 1961).
- 30 avril : Luigi Russolo, peintre et compositeur italien, père de la musique bruitiste († 4 février 1947).
- 5 mai : Agustín Barrios Mangoré, compositeur pour guitare († 7 août 1944).
- 14 mai : Otto Klemperer, chef d'orchestre allemand († 6 juillet 1973).
- 19 juin : Vincenzo Scaramuzza, pianiste italien († 24 mars 1968).
- 12 juillet : George Butterworth, compositeur de musique anglais († 5 août 1916).
- 17 juillet : Benjamin Dale, compositeur anglais († 30 juillet 1943).
- 16 août : Carmen Melis, soprano et professeur de chant italienne († 19 décembre 1967).
- 21 août : Leo Funtek, violoniste, chef d'orchestre, professeur de musique et orchestrateur slovène († 13 janvier 1965).
- 5 septembre : Désiré Defauw, chef d’orchestre belge († 25 juillet 1960).
- 10 septembre : Dora Pejačević, compositrice croate († 5 mars 1923).
- 13 septembre : Jacques Charlot, compositeur français († 3 mars 1915).
- 14 septembre : Vittorio Gui, chef d'orchestre et compositeur italien († 16 octobre 1975).
- 18 septembre : Uzeyir Hajibeyov, compositeur, chef d'orchestre, scientifique, producteur, professeur et traducteur azéri († 23 novembre 1948).
- 20 septembre : Éva Gauthier, cantatrice canadienne mezzo-soprano et professeur de chant († 20 décembre 1958).
- 24 septembre : Artur Lemba, compositeur estonien († 21 novembre 1963).
- 12 octobre : 
  - Raymonde Delaunois, chanteuse d'opéra mezzo-soprano belge († 29 août 1984).
  - Artur Rother, chef d'orchestre allemand († 22 septembre 1972).
- 18 octobre : Jules Cuenod, compositeur vaudois († 20 août 1986).
- 21 octobre : Egon Wellesz, compositeur et musicologue britannique, d'origine autrichienne († 8 novembre 1974).
- 22 octobre : Giovanni Martinelli, ténor d'opéra († 2 février 1969).
- 25 octobre : Curt Taucher, ténor d'opéra allemand († 7 août 1954).
- 5 novembre : Henri Collet, compositeur et critique musical français († 23 novembre 1951).
- 9 novembre : Georges Kriéger, compositeur et organiste français († 7 septembre 1914).
- 27 novembre : Nico Dostal, compositeur autrichien († 27 octobre 1981).
- 1er décembre : Guy de Lioncourt, compositeur français († 24 ou 25 décembre 1961).
- 10 décembre : Mários Várvoglis, compositeur grec († 31 juillet 1967).
- 31 décembre : Franz von Hoesslin, chef d'orchestre et compositeur allemand († 25 septembre 1946).

Date indéterminée
- Georges Mager, musicien, chanteur, écrivain, altiste et trompettiste français († 1950).

## Décès

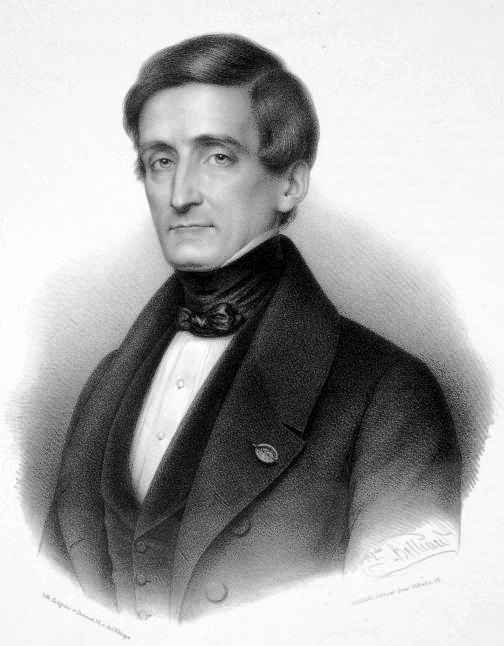
Lauro Rossi

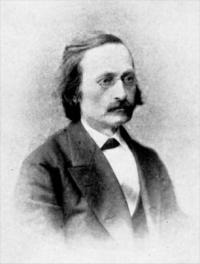
Gustav Adolf Merkel

- 9 janvier : Joseph O'Kelly, compositeur irlandais (° 29 janvier 1828).
- 17 janvier : Léopoldine Blahetka, compositrice autrichienne (° 16 novembre 1809).
- 23 janvier : Félix Clément, organiste, compositeur, musicologue et professeur de musique ancienne français (° 13 janvier 1822).
- 15 février : Leopold Damrosch, compositeur et chef d'orchestre Germano-Américain (° 22 octobre 1832).
- 18 février : Charlotte Sainton-Dolby, contralto anglaise (° 17 mai 1821).
- 28 mars : Ludvig Norman, compositeur suédois (° 28 août 1831).
- 31 mars : Franz Abt, compositeur allemand (° 22 décembre 1819).
- 5 mai : Lauro Rossi, compositeur italien d'opéras (° 19 février 1812).
- 11 mai : Ferdinand Hiller, compositeur, chef d'orchestre et professeur de musique allemand (° 24 octobre 1811).
- 15 mai : Lodovico Graziani, ténor italien (° 14 novembre 1820).
- 23 mai : Carl Baermann, clarinettiste et compositeur allemand (° 24 octobre 1810).
- 10 juin : Adolphe Blanc, violoniste et compositeur français (° 24 juin 1828).
- 28 août : Julius Hopp, compositeur, chef d'orchestre, arrangeur et traducteur autrichien (° 18 mai 1819).
- 13 septembre : Friedrich Kiel, compositeur et pédagogue allemand (° 7 octobre 1821).
- 15 septembre : Juliusz Zarębski, compositeur romantique et pianiste polonais (° 3 mars 1853).
- 21 octobre : Michele Novaro, compositeur italien, auteur de la musique de l'hymne italien Fratelli d'Italia (° 23 octobre 1818).
- 30 octobre : Gustav Adolf Merkel, organiste et compositeur allemand (° 12 novembre 1827).
- 11 décembre : Célestin Lavigueur, musicien et compositeur québécois (° 19 janvier 1831).